# Dimitris Tsiamis
Dimitris Tsiamis (griechisch Δημήτρης Τσιάμης; englisch Dimitrios Tsiamis; * 12. Januar 1982 in Karditsa) ist ein griechischer Leichtathlet, der sich auf den Dreisprung spezialisiert hat und aktuell Inhaber des Landesrekordes ist.

## Sportliche Laufbahn
Erste internationale Erfahrungen sammelte Dimitris Tsiamis im Jahr 1999, als er bei den Jugendweltmeisterschaften in Bydgoszcz mit einer Weite von 14,57 m den zehnten Platz belegte. Im Jahr darauf schied er bei den Juniorenweltmeisterschaften in Santiago de Chile mit 15,58 m in der Qualifikation aus und 2001 belegte er bei den Balkan-Hallenmeisterschaften in Piräus mit 16,05 m den vierten Platz, ehe er bei den Junioreneuropameisterschaften in Grosseto mit 15,58 m Rang sieben erreichte. Im Jahr darauf wurde er bei den Balkan-Hallenmeisterschaften in Piräus mit 15,67 m erneut Vierter und 2005 siegte er dann bei den Balkan-Hallenmeisterschaften in Peania mit einem Sprung auf 16,33 m. 2006 stellte er bei den griechischen Hallenmeisterschaften in Peania mit 17,12 m einen neuen Hallenrekord auf und belegte anschließend bei den Hallenweltmeisterschaften in Moskau mit 16,94 m den achten Platz. Im Juni stellte er dann in Thessaloniki mit 17,55 m auch einen neuen Freiluftrekord auf und im Jahr darauf erreichte er bei den Weltmeisterschaften in Osaka das Finale, in dem er sich mit einer Weite von 16,59 m auf dem zwölften Platz klassierte. 2008 siegte er mit 16,53 m bei den Balkan-Hallenmeisterschaften in Athen und nahm im Sommer an den Olympischen Spielen in Peking teil, bei denen er aber mit 16,65 m den Finaleinzug verpasste.
2009 verteidigte er bei den Balkan-Hallenmeisterschaften in Piräus mit 16,54 m seinen Titel und gewann dann Ende Juni bei den Mittelmeerspielen in Pescara mit 16,98 m die Silbermedaille hinter dem Italiener Fabrizio Schembri. Anschließend schied er bei den Weltmeisterschaften in Berlin mit 16,23 m in der Qualifikation aus, wie auch bei den Leichtathletik-Hallenweltmeisterschaften 2010 in Doha mit 16,53 m. Ende Juli erreichte er dann bei den Europameisterschaften in Barcelona mit 16,31 min im Finale Rang 13. Im Jahr darauf scheiterte er bei den Halleneuropameisterschaften in Paris mit 16,30 m in der Qualifikation und 2012 siegte er mit 16,45 m bei den Balkan-Hallenmeisterschaften in Istanbul und wurde anschließend bei den Europameisterschaften in Helsinki mit 16,52 m Neunter, ehe er bei den Balkan-Meisterschaften in Eskişehir mit 16,64 m die Goldmedaille gewann. 2013 schied er bei den Halleneuropameisterschaften in Göteborg mit 16,28 m in der Qualifikation aus und während der Freiluftsaison gewann er bei den Mittelmeerspielen in Mersin mit 17,00 m erneut die Silbermedaille, diesmal hinter dem Italiener Daniele Greco. Daraufhin erreichte er bei den Weltmeisterschaften in Moskau mit 16,66 m Rang zehn, wie auch bei den Leichtathletik-Europameisterschaften 2014 in Zürich mit 16,39 m. 2015 gewann er bei den Balkan-Hallenmeisterschaften in Istanbul mit einer Weite von 16,27 m die Bronzemedaille und im Jahr darauf siegte er bei den Balkan-Hallenmeisterschaften ebendort mit 16,41 m. Bei den Europameisterschaften in Amsterdam gelangte er bis in das Finale und klassierte sich dort mit 16,16 m auf dem zwölften Platz. 
2017 gewann er dann bei den Balkan-Hallenmeisterschaften in Belgrad mit 16,05 m die Bronzemedaille und im August schied er bei den Weltmeisterschaften in London mit 16,06 m in der Qualifikation aus. Im Jahr darauf siegte er bei den Balkan-Meisterschaften in Stara Sagora mit 16,67 m und gewann anschließend bei den Europameisterschaften in Berlin mit einer Weite von 16,78 m die Bronzemedaille hinter dem Portugiesen Nelson Évora und Alexis Copello aus Aserbaidschan. 2019 wurde er bei den Balkan-Hallenmeisterschaften in Istanbul mit 16,16 m Vierter, wie auch bei den Freiluftmeisterschaften in Prawez mit 16,37 m. 2021 gewann er dann bei den Balkan-Hallenmeisterschaften in Istanbul mit 16,29 m die Bronzemedaille. Kurz darauf wurde er bei den Halleneuropameisterschaften in Toruń mit 16,40 m Siebter. Anfang August schied er bei den Olympischen Spielen in Tokio ohne einen gültigen Versuch in der Qualifikationsrunde aus. 2022 gelangte er bei den Balkan-Hallenmeisterschaften in Istanbul mit 15,66 m auf Rang vier. Im August verpasste er bei den Europameisterschaften in München mit 15,99 m den Finaleinzug. 2023 konnte er bei den Halleneuropameisterschaften in Istanbul mit 16,39 m den siebten Platz erreichen. Im Juni wurde er bei der 1. Liga der Team-Europameisterschaft im Rahmen der Europaspiele in Chorzów mit 16,38 m Dritter. Anschließend gewann er bei den Balkan-Meisterschaften in Kraljevo mit 16,33 m die Silbermedaille hinter dem Türken Necati Er und schied dann im August bei den Weltmeisterschaften in Budapest mit 16,22 m in der Qualifikationsrunde aus. Im Jahr darauf belegte er bei den Balkan-Hallenmeisterschaften in Istanbul mit 16,13 m den vierten Platz und anschließend wurde er bei den Hallenweltmeisterschaften in Glasgow mit 15,95 m 14. Ende Mai gewann er bei den Balkan-Meisterschaften in Izmir mit 16,47 m die Bronzemedaille hinter den Türken Necati Er und Can Özüpek. Kurz darauf verpasste er bei den Europameisterschaften in Rom mit 16,33 m den Finaleinzug. 2025 belegte er bei den Balkan-Hallenmeisterschaften in Belgrad mit 16,01 m den fünften Platz, ehe er bei den Halleneuropameisterschaften in Apeldoorn mit 15,86 m in der Vorrunde ausschied.
In den Jahren von 2007 bis 2010 sowie von 2012 bis 2014 und von 2017 bis 2019 und 2022 und 2024 wurde Tsiamis griechischer Meister im Dreisprung im Freien sowie 2001, 2006, 2008 und 2009 und von 2011 bis 2025 auch in der Halle. 

## Persönliche Bestleistungen
- Weitsprung: 7,66 m, 9. September 2001 in Rhodos
- Dreisprung: 17,55 m (+0,8 m/s), 18. Juni 2006 in Thessaloniki (griechischer Rekord)